# Jenny Sullivan
Jenny Sullivan, född 14 december 1946 i Los Angeles, Kalifornien, är en amerikansk skådespelare. Hon har varit med i bland annat Getting Straight, Lilla huset på prärien, V och V (Den sista striden).
Jenny Sullivan är dotter till Barry Sullivan. Mellan 1970 och 1980 var hon gift med Jim Messina.